# Noonie Bao
Noonie Bao er kunstnernavnet for Jonnali Mikaela Parmenius (født 9. august 1987) er en svensk popmusiker og sangskriver.
Hun har bl.a. skrevet musik til Avicii, Charli XCX, Don Diablo, Clean Bandit, Tove Styrke og Adiam Dymott. Hun har tillige skrevet "Final Song" sammen MØ.
Den 31. oktober 2012 udsendte hun sit debutalbum I am Noonie Bao på eget pladeselskab.